# Маккинни, Синтия
Си́нтия Энн Макки́нни (англ. Cynthia Ann McKinney; род. 17 марта 1955, Атланта, США) — американский политический деятель.
Кандидат в президенты от Партии зелёных на выборах 2008 года в США, заняла шестое место с 0,12 % голосов.
Член-демократ Палаты представителей Конгресса США (1993—2003, 2005—2007).

## Биография
Синтия Энн Маккинни родилась в 1955 году в Атланте в семье медсестры и сотрудника правоохранительных органов. Маккинни получила степень бакалавра в области международных отношений в Университете Южной Калифорнии и степень магистра права и дипломатии — в школе права и дипломатии имени Флетчера при Университете Тафтса. Маккинни начала карьеру учительницей в средней школе, а затем перешла на работу в университет.
Политическая карьера Маккинни началась в 1986 году, когда она была выдвинута кандидатом для регистрации в Палате представителей штата Джорджия. На выборах 1992 года Маккинни была избрана в Палату представителей Конгресса США в качестве члена Конгресса. Она стала первой афроамериканкой, которая представляла Джорджию в Палате представителей. В сентябре 2007 года Маккинни покинула Демократическую партию.
На президентских выборах 2008 года Маккинни была кандидатом от Партии Зелёных. 4 ноября 2008 года она получила 161 797 голосов, что составляло 0,12% от общего числа голосов.
На президентских выборах 2020 года Маккинни была кандидатом в вице-президенты от Алеутского отделения Партии Зелёных.
Southern Poverty Law Center и Антидиффамационная лига критикуют её за связи с отрицателями Холокоста.